# Maria Grazia Buccella
Maria Grazia Buccella, née le 15 août 1940 à Milan, est une actrice de cinéma, chanteuse, reine de beauté et mannequin italienne.

## Biographie
Finaliste de Miss Univers 1959 après avoir été troisième à Miss Europe la même année, sa carrière cinématographique, relativement courte, s'est développée principalement dans le registre de la comédie à l'italienne. Elle incarne principalement des personnages d'une beauté vorace et dévergondée, parfois drôle et toujours tendrement sensuelle : une sorte de Marilyn Monroe à Cinecittà.
Pour tenter de mener à bien ce type psychologique, après son Ruban d'argent reçu en 1968 comme meilleur second rôle féminin pour le film Ti ho sposato per allegria de Luciano Salce, Pasquale Festa Campanile, Ugo Tognazzi et Salce lui confient à nouveau, entre 1968 et 1971, des rôles principaux dans plusieurs films produits par Mario Cecchi Gori, dont le fils Vittorio est alors fiancé à l'actrice, tels que Sissignore (avec Ugo Tognazzi et Gastone Moschin), Dove vai tutta nuda? (avec Vittorio Gassman et Tomás Milián), Il provinciale (avec Gianni Morandi) et Juste un gigolo.

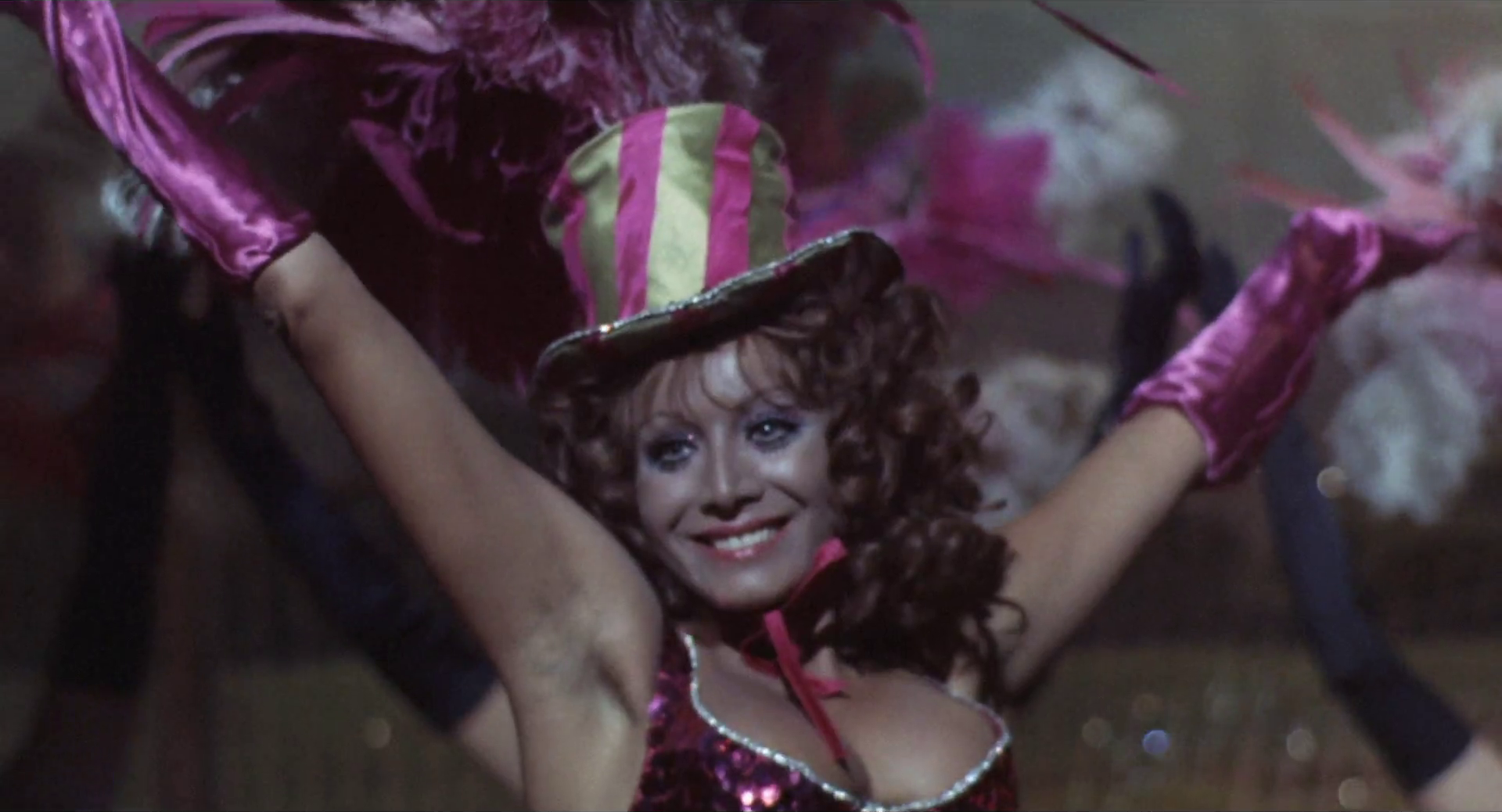
Maria Grazia Buccella dans Juste un gigolo (1970).

Juste un gigolo est probablement son film le plus réussi : un regard ironique et affectueux sur un monde que Salce connaissait bien, à savoir l'avanspettacolo. Buccella y incarne la soubrette Enrichetta, que l'on peut considérer comme la somme des stéréotypes de son personnage, entourée d'acteurs de l'époque qui s'adaptent à son jeu, dont Carlo Giuffré, Franca Valeri, Mariangela Melato, ainsi que le réalisateur lui-même dans le rôle de l'impresario Farfarello. À sa sortie, le film a suscité plus d'opinions positives dans le monde francophone que parmi les critiques italiens, mais au fil des ans, il a acquis un statut culte auprès des amateurs de films de genre.
D'autres prestations à retenir sont celles dans L'Armée Brancaleone de Mario Monicelli, Le renard s'évade à trois heures de Vittorio De Sica, dans la production internationale Guerre secrète et dans Le Gaucho de Dino Risi. Pendant le tournage de ce dernier film, les trois actrices principales Silvana Pampanini, Annie Gorassini et Buccella, selon les chroniques de l'époque, ont été littéralement agressées par un groupe d'admirateurs. De cette période date également sa seule expérience cinématographique américaine : sa participation au film Pancho Villa réalisé par Buzz Kulik (1968).
Toujours parmi les productions internationales, Buccella était l'une des candidates pour le rôle de Domino Vitali, la James Bond girl dans le film Opération Tonnerre (1965). Le rôle a finalement été attribué à Claudine Auger.
À partir du milieu des années 1970, après les péplums érotiques Remo e Romolo - Storia di due figli di una lupa (it) et Nerone (it) de Mario Castellacci et Pier Francesco Pingitore, ses apparitions sur le grand écran se raréfient. En juillet 1977, l'actrice apparaît dans l'édition italienne de Playboy.
À l'aube de la cinquantaine, en 1988, elle est l'invitée d'honneur de l'épisode Settimana bianca de la série I ragazzi della 3ª C (it), restant fidèle à son rôle : le flirt du professeur italien. En 2000, sa dernière apparition surprise est dans le film Hotel Otello.
En 2023, le Festival du film de Rome rend hommage à l'actrice en présentant deux de ses films en version restaurée : Sissignore et Juste un gigolo.

## Filmographie

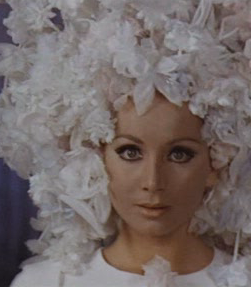
Maria Grazia Buccella dans Sissignore (1968).

- 1951 : Le Cap de l'espérance de Raymond Bernard
- 1954 : Raspoutine de Georges Combret
- 1960 : Les Nuits de Raspoutine (L'ultimo zar) de Pierre Chenal
- 1960 : Les Conquérants de la vallée sauvage (La strada dei giganti) de Guido Malatesta
- 1960 : Le Bal des espions (Schiave bianche) de Michel Clément et Umberto Scarpelli
- 1961 : Pesci d'oro e bikini d'argento de Carlo Veo
- 1962 : Nerone '71 (it) de Filippo Walter Ratti
- 1963 : Siamo tutti pomicioni (it) de Marino Girolami
- 1963 : La donna degli altri è sempre più bella, segment La dirittura morale de Marino Girolami
- 1963 : Canzoni in bikini de Giuseppe Vari
- 1963 : Adultero lui, adultera lei de Raffaello Matarazzo
- 1963 : Il boom de Vittorio De Sica
- 1963 : Les Derniers Jours d'un empire (Il crollo di Roma) de Antonio Margheriti
- 1963 : Clémentine chérie de Pierre Chevalier
- 1964 : Fontana di Trevi de Carlo Campogalliani
- 1964 : Les Amoureux du France de Pierre Grimblat avec Olivier Despax
- 1964 : Le Gaucho (Il gaucho) de Dino Risi
- 1964 : L'idea fissa de Gianni Puccini
- 1964 : Cover-girls de José Bénazéraf
- 1964 : Bianco, rosso, giallo, rosa de Massimo Mida (it)
- 1965 : Su e giù, segment Questione di principio de Mino Guerrini
- 1965 : Le Gentleman de Cocody (Donne, mitra e diamanti) de Christian-Jaque
- 1965 : Guerre secrète (The Dirty Game) de Christian-Jaque, Werner Klingler, Carlo Lizzani et Terence Young
- 1965 : Ménage à l'italienne (Ménage all'italiana) de Franco Indovina
- 1966 : Les Nuits facétieuses (Le piacevoli notti) d'Armando Crispino et Luciano Lucignani
- 1966 : L'Armée Brancaleone (L'armata Brancaleone) de Mario Monicelli
- 1966 : Le renard s'évade à trois heures (Caccia alla volpe) de Vittorio De Sica
- 1966 : Adulterio all'italiana de Pasquale Festa Campanile
- 1966 : Une vierge pour le prince (Una vergine per il principe) de Pasquale Festa Campanile
- 1967 : Domani non siamo più qui de Brunello Rondi
- 1967 : Deux Billets pour Mexico (Segreti che scottano) de Christian-Jaque
- 1967 : Ti ho sposato per allegria de Luciano Salce
- 1968 : Pancho Villa (Villa Rides) de Buzz Kulik
- 1968 : Sissignore d'Ugo Tognazzi
- 1968 : Uno scacco tutto matto (it) de Roberto Fizz
- 1969 : Casanova, un adolescent à Venise (Infanzia, vocazione e prime esperienze di Giacomo Casanova, Veneziano) de Luigi Comencini
- 1969 : Dove vai tutta nuda? de Pasquale Festa Campanile
- 1970 : Trinita voit rouge (La collera del vento) de Mario Camus
- 1970 : Juste un gigolo (Basta guardarla) de Luciano Salce
- 1971 : Il provinciale de Luciano Salce
- 1972 : Les Maffiosi (La violenza: quinto potere) de Florestano Vancini
- 1976 : Remo e Romolo - Storia di due figli di una lupa (it) de Mario Castellacci (it) et Pier Francesco Pingitore
- 1977 : Nerone (it) de Mario Castellacci (it) et Pier Francesco Pingitore
- 1978 : Quando c'era lui... caro lei! (it) de Giancarlo Santi
- 1979 : L'importante è non farsi notare (it) de Romolo Guerrieri
- 1984 : Crime en Formule 1 (Delitto in Formula Uno) de Bruno Corbucci
- 2000 : Hotel Otello d'Andrea Biagini et Leonardo Scucchi

## Distinctions

### Prix
- Ruban d'argent de la meilleure actrice dans un second rôle en 1967 pour Ti ho sposato per allegria.